# Хан Ган
Хан Ган (кор. 한강?, 韓江?; род. 27 ноября 1970, Кванджу) — южнокорейская писательница. Первый южнокорейский лауреат Нобелевской премии по литературе (2024 год), первая азиатка, удостоенная этой премии, а также всего лишь второй южнокорейский нобелевский лауреат. Лауреат Международной Букеровской премии 2016 года за роман «Вегетарианка». Книга, первоначально вышедшая в 2007 году, стала одной из первых у автора, переведённых на иностранные языки и получившей международное признание.

## Биография
Дочь писателя Хан Сынвона; брат Хан Доллим тоже писатель. В раннем возрасте переехала в сеульский Суюри, о котором нежно отзывалась в романе «Уроки греческого». Изучала корейскую литературу в Университете Ёнсе.
Хан начала свою писательскую карьеру, когда одно из её стихотворений было опубликовано в выпуске журнала «Общество и литература». Официальный дебют состоялся в следующем году, когда её рассказ «Алый якорь» стал победителем литературного конкурса Сеул Синмун.
В 2005 году получила Литературную премию Ли Сана.
Начиная с лета 2013 года преподаёт писательское мастерство в Сеульском институте искусств.
В 2018 году роман Хан Ган «Дорогой сынок, мой любимый» был отобран для арт-проекта шотландской художницы Кэти Патерсон «Библиотека будущего». Он будет опубликован в 2114 году в антологии из 100 текстов. До тех пор рукопись будет храниться в Deichmanske bibliotek в Осло в неизданном и непрочитанном виде.
В 2021 году Хан опубликовала роман «Я не прощаюсь» (작별하지 않는다), в котором глазами трёх женщин показано восстание на острове Чеджудо. Книга отмечена французской премией Медичи 2023 года за лучшее зарубежное произведение.
В 2024 году Хан Ган стала лауреатом Нобелевской премии по литературе, награду присудили «за её насыщенную поэтическую прозу, которая противостоит историческим травмам и раскрывает хрупкость человеческой жизни».

### Романы
- Любовь в Ëсу (1995)
- Чëрный олень (1998)
- Мои женские фрукты (2000)
- Твои холодные руки (2002)
- Вегетарианка (2007)
- Ветер дует, вперëд (2010)
- Уроки греческого (2011)
- Огненная саламандра (2012)
- Человеческие поступки (2014)
- Белая книга (2016)
- Я не прощаюсь (2021)

### Сборники рассказов
- Меня зовут Подсолнух (2002)
- История красного цветка (2003)
- Маленькая фея грома, маленькая фея молнии (2007)
- Коробка для слëз (2008)

## Издания на русском языке
- Вегетарианка / пер. с кор. Ли Сан Юн. — М.: АСТ, 2017. — 320 с. — 5000 экз. — ISBN 978-5-17-102542-7.
- Человеческие поступки / пер. с кор. Ли Сан Юн. — М.: АСТ, 2020. — 224 с. — 5000 экз. — ISBN 978-5-17-112073-3.
- Я не прощаюсь / пер. с кор. Фаттахов Джаудат Хамитович. — М.: АСТ, 2025. — 352 с. — 5 000 экз. —  ISBN 978-5-17-149131-4. АСТ : https://ast.ru/book/ya-ne-proshchayus-865369/

## Комментарии
1. ↑  После президента республики Ким Дэджуна, которому в 2000 году присвоили Нобелевскую премию мира.